# Gardenia sokotensis
Gardenia sokotensis är en måreväxtart som beskrevs av John Hutchinson. Gardenia sokotensis ingår i släktet Gardenia och familjen måreväxter. Inga underarter finns listade i Catalogue of Life.